# 民主正義党
民主正義党（みんしゅせいぎとう）は、大韓民国の政党。略称は「民正党」（みんせいとう）。
1981年1月、1980年5月の5・17非常戒厳令拡大措置（5・17クーデター）を通じて政権を掌握した全斗煥をリーダーとする新軍部勢力の与党として結成され、全斗煥政権（1981年1月～1988年）・盧泰愚政権前半期（1988年～1990年）の与党を担った。なお、1997年に結成されたハンナラ党を前身とする国民の力は、一定の範囲内で民正党の流れを受け継いでいる。

## 歴史
1980年11月25日、「民主正義党」の創党を公式宣言して創党作業に着手。12月2日に創党発起人総会を開き、同月9日に創党準備委員会を発足させた。1981年1月15日にソウル蚕室体育館で創党大会を開催し、初代総裁に全斗煥大統領を選出すると同時に第12代大統領選挙における民正党候補に推戴した。民族・民主・正義・福祉・統一の5大理念を綱領として掲げた。
1981年2月25日、大統領選挙人団の間接投票で行われた第12代大統領選挙では、他の3人の候補を抑えて全斗煥が90.2％の得票率で大統領に当選、翌月の3月25日の第11代総選挙では、地域区の第1党に全国区の3分の2を配分する選挙制度によって過半数を制した。
16年ぶりの国民による直接選挙で行われた1987年12月の1987年大韓民国大統領選挙では、民正党候補として盧泰愚が立候補する一方、6月民主抗争で活躍した民主化勢力が候補統一化に失敗して分裂し、金泳三（統一民主党）と金大中（平和民主党）、更には政界に復帰した金鍾泌（新民主共和党）のいわゆる「三金」との選挙戦を繰り広げた（一盧三金）。最終的に盧泰愚が三金の間隙を縫って4割足らずの得票率で当選し、民正党は引き続き政権与党となったが、翌1988年4月26日の第13代総選挙において民正党は過半数を大きく割り込み、野党が国会の多数を占めることになった（与小野大）。
これに危機感を抱いた民正党は1990年1月22日、野党である統一民主党・新民主共和党と合同を宣言、同年2月15日に民主自由党（民自党）となった（三党合同、民自党及び第13代総選挙の記事も参照）。金泳三へと政権を移譲するための合同とみなされたが、実際には合同後に旧党派間で激しい権力闘争が繰り広げられた。しかし、結果的には金泳三が民自党を代表する大統領候補となり、1992年大韓民国大統領選挙で金大中と対決することとなる。

## 党名・政策など
党名は、「社会正義を具現する」との全斗煥の考えを反映している。この「社会正義」の実践として、全斗煥の政権掌握直後には、多数のやくざ者やホームレス、非行少年が強制収容所（三清教育隊）に送られた。
党の体制としてはトップを総裁とし、その下で総裁の権限を代行して党務を執行する代表議員が置かれ、その下に事務総長や院内総務、政策委員長の党3役を置く形をとった。当時の韓国では大統領が与党総裁を兼任するのが慣例化していたため、その権限を代行する目的で代表議員が置かれている。
政策は抑圧的であった。夜間外出禁止令の解除や、中学校・高等学校の制服廃止などで、自由化ポーズを示した。しかし、夜9時からのKBSニュースでは必ず全斗煥の動静をトップで報道（テン全(땡전・テンジョン)ニュース）させ、全斗煥に似たコメディアンのテレビ出演を禁止し、反体制政治家・学生運動家は容赦なく厳罰に処した。他党にも政権担当の道は開いていたものの、選挙制度が極めて与党に有利であり、選挙結果は必ずしも民意を反映していなかった。学生運動家からは「殺人政党」と非難された。
1980年代を通じた韓国の政権政党でありながらも、盧泰愚政権への移行する際に出された1987年の民主化宣言の後は穏健化した。社会民主主義政党の積極的な育成にも言及したことがある。

## 選挙における党勢推移
| 年             | 選挙             | 候補者 | 得票数    | 得票率 | 当落 |
| -------------- | ---------------- | ------ | --------- | ------ | ---- |
| 1981年2月25日  | 第12代大統領選挙 | 全斗煥 | 4,755     | 90.2％ | 当選 |
| 1987年12月16日 | 第13代大統領選挙 | 盧泰愚 | 8,282,738 | 36.6％ | 当選 |

注：1981年の大統領選挙は、選挙人団による間接投票。
| 年月日        | 選挙         | 議席数 (地域区+全国区) | 得票率 |
| ------------- | ------------ | ---------------------- | ------ |
| 1981年3月25日 | 第11代総選挙 | 151 （90＋61）         | 35.6％ |
| 1985年2月12日 | 第12代総選挙 | 148 （87＋61）         | 35.2％ |
| 1988年4月26日 | 第13代総選挙 | 125 （87＋38）         | 34.0％ |